# Muricea elongata
Muricea elongata is een zachte koraalsoort uit de familie Plexauridae. De koraalsoort komt uit het geslacht Muricea. Muricea elongata werd in 1821 voor het eerst wetenschappelijk beschreven door Lamouroux. 